# Narodni park Khao Sok
Narodni park Khao Sok (tajsko เขาสก) se nahaja v provinci Surat Thani na Tajskem. Njegova površina je 739 kvadratnih kilometrov, od tega 165 kvadratnih kilometrov pokriva jezero Cheow Lan, ki ga omejuje jez Ratchaprapha. Park je največje območje deviškega gozda na jugu Tajske in je ostanek deževnega gozda, ki je starejši in bolj raznolik kot amazonski deževni gozd.

## Geografija
Peščenjakaste in lapornate vzpetine se dvigajo med okoli 300 in 600 metri nad morsko gladino. Park od severa proti jugu prečka apnenčasto gorovje z najvišjo točko 950 metrov. To gorovje prizadene monsunsko deževje iz Tajskega zaliva in Andamanskega morja, zaradi česar je z letno količino padavin 3.500 mm uvrščeno med najbolj namočene regije na Tajskem. Močno deževje in odpadajoče listje sta povzročila erozijo apnenčastih kamnin in ustvarila pomembne kraške formacije, ki jih vidimo danes.

## Flora
Bambus zelo trdno drži zgornjo plast zemlje in preprečuje erozijo tal na pobočjih in rečnih bregovih. Z več kot 1.500 vrstami je bambus najstarejša trava na svetu, stara skoraj 60 milijonov let. Liane hitro rastejo in se ovijajo okoli katere koli navpične ali vodoravne opore, kot so takian ali "deževna drevesa". Zato je nevarno sekedati drevesa v džungli, saj lahko to s sabo potegne povezane liane in ustvari kaskado škode. Oporne korenine so povečane koreninske osnove, večinoma dreves, ki rastejo nad zgornjo krošnjo. Teorija o teh koreninah je, da so se bodisi razvile, da bi bile v nevihtah in dežju bolj prizemljene, bodisi da so se razširile po tleh, da bi dobile več hranil.
V narodnem parku lahko najdemo veliko vrst divjega sadja, ki služi kot hrana za živali. Med tem sadjem so divji nangka, mangostin, durian, rambutan, žižola, pomelo in divje banane. Divji poper in ingver nista redka. Narodni park Khao Sok je morda najbolj znan po cvetu bua phut (Rafflesia kerrii).

## Divje živali
Ocenjuje se, da v parku živi več kot pet odstotkov svetovnih vrst. Med divje sesalce spadajo malajski tapir, azijski slon, jelen sambar, medved, gaur, banteng, serow, divji prašič, tankorepi makak, langur, belorogi giboni, veverica, muntjak, mišji jelen in lajajoči jelen.
Številni spletni viri trdijo, da so v narodnem parku Khao Sok prisotni tigri. Obstajajo nekaj desetletij stari zgodovinski zapisi, vendar ni nobenih dokazov s kamero, ki bi posnele sledi, da bi tigri še vedno obstajali v Khao Soku ali v okoliškem gozdnem kompleksu.
Prva znana dvoživka na svetu, Scolopendra cataracta, je bila odkrita na bregu potoka v bližini narodnega parka leta 2001.
Khao Sok ob jezu Ratchaprapha je tudi zadnji naravni habitat ogrožene žive fosilne ribe azijske arowane na Tajskem.

## Podnebje
Tako imenovana mokra sezona traja od konca aprila do decembra. Temperatura se čez leto giblje od 22 do 36 stopinj Celzija. Vlažnost in topla temperatura zagotavljata optimalno okolje za bogat ekosistem v tem tropskem deževnem gozdu.

## Naravoslovje
To območje je po ocenah staro več kot 160 milijonov let, nastalo pa je zaradi tektonskih premikov, podnebnih sprememb, erozij in kopičenja sedimentov. Pred približno 300 milijoni let so plitva voda in tople temperature v tej regiji privedle do nastanka ogromnega koralnega grebena. Ocenjuje se, da je 5-krat večji od Velikega koralnega grebena v Avstraliji, prvotno pa se je raztezal od Kitajske vse do Bornea. Zaradi trka Indijske in Evrazijske plošče pred 66 milijoni let je nastala Himalaja, območje, ki je danes Tajska, pa se je dramatično premaknilo v bližini celinske ločnice, apnenčaste kamnine pa so bile potisnjene navzgor in ustvarile dramatičen apnenčasti "kras", po katerem je regija danes znana. Nazadnje je taljenje ledu ustvarilo pokrajino, bogato z rekami, in na desetine slapov okoli narodnega parka.

## Človeška zgodovina
Prvi preseljevalci so se na Tajsko preselili med ledeno dobo iz Bornea okoli leta 37.000 pr. n. št.
Prvi zapisi o ljudeh, ki so živeli v Khao Soku, so bili najdeni v 19. stoletju, med vladavino Rame II. Med burmansko-siamsko vojno (1809–1812) je burmanska vojska napadla zahodni del območja in prisilila prebivalce, da so zbežali v notranjost. Območje se jim je zdelo izjemno privlačno zaradi lepote, številčnosti divjih živali in dobrih tal. Ko se je novica o tem odkritju razširila, se je v regijo priselilo več ljudi.
Leta 1944 je prebivalce te regije prizadela smrtonosna epidemija. Veliko število vaščanov je umrlo, nekaj preživelih pa je pobegnilo iz območja in se naselilo v bližnjem Takua Pa.
Leta 1961 je bila zgrajena cesta 401 od Phun Pina v provinci Surat Thani do Takua Pa v provinci Phang Nga. Na prelomu tisočletja so začeli postopek širitve ceste 401 v štiripasovno avtocesto.
V sedemdesetih letih prejšnjega stoletja so tajski študentski aktivisti in komunistični uporniki v jamah Khao Sok postavili trdnjave. Naselili so se v zavetju deževnega gozda in sedem let varovali regijo pred tajsko vojsko, drvarji, rudarji in lovci.
Khao Sok je leta 1980 postal narodni park. Vlada in Tajska uprava za proizvodnjo električne energije (EGAT) sta se zanimala za to regijo, ker ima Khao Sok največje porečje na jugu Tajske.
Le dve leti kasneje je EGAT dokončal 94 metrov visok jez Ratchaprapha, ki zajezuje reko Klong Saeng, pritok reke Phum Duang,s čimer je nastalo 165 kvadratnih kilometrov veliko jezero znotraj parka. Jez zagotavlja elektriko za jug države, jezero pa je postalo glavna počitniška destinacija tako za tajske kot tuje turiste. Ker se je jezero v treh letih počasi polnilo, je bilo treba preseliti več vrst živali, da bi jih rešili pred utopitvijo. Žal je študija iz leta 1995 razkrila izgubo približno 52 vrst rib iz reke, ki v stoječi vodi niso mogle preživeti.

## Dejavnosti
Narodni park Khao Sok ponuja številne aktivnosti na prostem za turiste.
Pohodništvo: Na poteh so pogosta opažanja opic, tropskih ptic in žuželk, najti je mogoče tudi divje slone, serowe in malajske sončne medvede. V okolici lahko najdete tudi Rafflesio Kerrii Meijer. Tisti, ki jih zanima pohodništvo, lahko najamejo lokalnega vodnika. Za nočne oglede so potrebni vodniki. Turisti lahko prenočijo v deževnem gozdu.
Vožnja s kanuji in rafting na bambusu: Reka Sok je znana po čudovitih razgledih. Na voljo so lokalni vodniki, ki jih lahko turisti najamejo za izlete s kanuji in raftingom na bambusu.
Izleti z ladjo: Izleti po jezeru Cheow Lan so zaradi slikovitih apnenčastih pečin in turkizne vode najbolj priljubljena turistična destinacija v parku. Na drugi strani jezera je več jam za raziskovanje, kot so Diamantna jama, jama Khang Cow in jama Nam Talu. Jama Nam Talu je oddaljena približno 12 kilometrov od sedeža narodnega parka Khao Sok.

## Galerija
- Tropski deževni gozd Khao Sok.
- Zgodnje jutro na jezeru Cheow Lan.
- Zgodnje jutro na jezeru Cheow Lan.
- Kraške formacije na jezeru Cheow Lan.
- Drevesa, ki rastejo iz jezera Cheow Lan.